# Le Chabada
Pour l’article homonyme, voir Chabada pour l'émission de télévision.
Le Chabada est une salle de concert française, une scène de musiques actuelles ouverte en 1994, et située à Angers en Maine-et-Loire.

## Historique
Le projet du Chabada date de 1988. Les acteurs de la vie musicale angevine se fédèrent et forment l'ADRAMA (association pour le développement du rock et des autres musiques à Angers), qui devient l'interlocuteur unique de la ville d'Angers. Leur but est d'obtenir la construction d'une salle de concert dédiée au rock. En 1989 ouvrent dix locaux de répétitions, connus sous le nom de La Cerclère, accueillant la scène rock locale. Le Chabada ouvre ses portes en 1994 dans les anciens abattoirs de la ville réaménagés,. 
En 2004, la salle fête ses 10 ans en proposant une série de concerts. Des artistes comme Piers Faccini et le groupe belge Ghinzu figurent au programme de la soirée.
En 2014, Le Chabada fête ses 20 ans avec plusieurs événements repartis sur l'année[réf. nécessaire]. 
En parallèle, la salle fait une étude auprès de son public. Il est relativement jeune, avec un âge moyen de 32 ans, habite plutôt à proximité, 80 % habite dans un rayon de 30 km autour d'Angers, pratique la musique, et fréquente les festivals de musique.
La salle fêtera en 2024 ses 30 ans d'existence[réf. nécessaire]. 

## Description
Le Chabada est l'un des acteurs culturels de la ville d'Angers. Le site dispose d'une surface de 1 500 m2 répartis sur deux niveaux avec un espace club de 300 places et une grande salle de 870 places. Les deux salles permettent d'organiser environ 75 à 80 concerts par an,,.

## Programmation
La programmation comprend des groupes de rock, rap, électro, jazz, musique du monde, pop, reggae, etc. Son ancien codirecteur François Delaunay décrit le Chabada comme une « salle d'art et d'essai musicale ».
En 1995, Alain Bashung y enregistre son troisième album live, Confessions publiques,. Vingt ans après, en 2015, Le Chabada invite deux amis proches du chanteur.
Le Chabada mène des actions comme l'accompagnement des groupes musicaux et artistes locaux, grâce à ses locaux de répétitions "La Cerclère" et ses studios de création "Studios Tostaky", ses dispositifs de soutien (Soutien à la création, Équipe Espoir, On Stage). Des artistes locaux comme Zenzile et La Ruda Salska, Thylacine, Sally ou VedeTT en ont bénéficié. Il permet également l'accompagnement des projets associatifs.
La scène du Chabada s'ouvre également à d'autres disciplines artistiques comme les arts plastiques, la vidéo et le numérique[réf. nécessaire].
Depuis 2013, le Chabada est également impliqué dans l'organisation du festival Levitation France, déclinaison européenne de l'événement référence Austin Psych Fest, devenu avec le temps Levitation. Après 3 années au Chabada, le festival, toujours co-produit par Radical Production, Le Chabada et The Reverberation Society, a passé un cap en s'installant au Théâtre du Quai, élargissant ainsi sa jauge et profitant d'une situation idéale en centre ville d'Angers[réf. nécessaire]. 
En 2022, le festival annonce un format spéciale sur 3 jours pour sa dixième édition. Toujours dans cette volonté de croissance, le festival ce réinstallera au Chabada mais cette fois sur le parking où deux scènes sont montées spécialement pour l'évènement. 
En 2023 le festival est pour la première fois sold-out[Quoi ?] les deux soirs.

## Localisation
La scène de musiques actuelles, Le Chabada, se trouve dans le quartier Monplaisir, boulevard du Doyenné à Angers.

## Gestion
Toutes les activités du Chabada sont gérées par l'association ADRAMA-Chabada. Par convention, la ville d'Angers a confié à l'ADRAMA une délégation de service public culturel pour gérer le Chabada, La Cerclère et les Studios Tostaky. Ses missions principales s'articulent autour de 4 axes d'action :
- Organiser des concerts.
- Soutenir les musiciens.
- Soutenir l'écosystème des musiques actuelles.
- Sensibiliser les publics.

En 2016, Le Chabada compte dix-sept salariés, son budget annuel est supérieur à 1 million d'euros et provient pour moitié de subventions. 
Le Chabada a pour partenaires en 2016 :
- Les partenaires institutionnels, ville d'Angers, Direction régionale des Affaires culturelles et le conseil régional des Pays de la Loire (DRAC) ;
- Les partenaires professionnels, Centre national de la chanson, des variétés et du jazz (CNV), Société des auteurs, compositeurs et éditeurs de musique (Sacem), Syndicat des musiques actuelles (SMA), Fédération des lieux de musiques actuelles (Fédélima), Austin Angers Creative ;
- Les partenaires privés, Crédit Mutuel d'Anjou, Mécène et Loire.